# Grand Junction (Iowa)
Grand Junction es una ciudad ubicada en el condado de Greene en el estado estadounidense de Iowa. En el Censo de 2010 tenía una población de 824 habitantes y una densidad poblacional de 329,01 personas por km².

## Geografía
Grand Junction se encuentra ubicada en las coordenadas 42°1′59″N 94°14′13″O / 42.03306, -94.23694. Según la Oficina del Censo de los Estados Unidos, Grand Junction tiene una superficie total de 2.5 km², de la cual 2.5 km² corresponden a tierra firme y (0%) 0 km² es agua.

## Demografía
Según el censo de 2010, había 824 personas residiendo en Grand Junction. La densidad de población era de 329,01 hab./km². De los 824 habitantes, Grand Junction estaba compuesto por el 96.6% blancos, el 0.61% eran afroamericanos, el 1.21% eran amerindios, el 0.73% eran asiáticos, el 0% eran isleños del Pacífico, el 0.49% eran de otras razas y el 0.36% pertenecían a dos o más razas. Del total de la población el 1.82% eran hispanos o latinos de cualquier raza.